# Comté de Winston (Mississippi)
Le comté de Winston est situé dans l’État du Mississippi, aux États-Unis. Il comptait 10 294 habitants en 2000. Son siège est Louisville.